# Sojoez 34
Sojoez 34 (Russisch: Союз-34, "Unie 34") was een Russische ruimtevlucht naar het ruimtestation Saljoet 6 aan het eind van de jaren 70. Doel van deze missie was de gestrande bemanning van het station veilig terug te halen.

## Geschiedenis

### Onbemande Sojoez door falen Sojoez 33
Zeer opvallend detail van deze vlucht was het feit, dat zich geen kosmonauten aan boord bevonden. Dit was helaas bittere noodzaak. De koppeling van zijn voorganger, Sojoez 33, mislukte namelijk volledig, doordat de motor van dit ruimteschip kuren vertoonde. De tweekoppige bemanning keerde weliswaar veilig terug op Aarde, maar de Russen zagen zich nu geconfronteerd met een nijpend probleem.

### Beperkte technische levensduur Sojoez
De Sojoez 32, gelanceerd op 25 februari 1979, overschreed nu de veilig geachte technische levensduur. De gebruikelijke gewoonte was om de bemanning van het station af te lossen en met de "oude" Sojoez van de vorige bemanning terug te keren naar de Aarde, waardoor een "vers" Sojoez-vaartuig voor de achterblijvende bemanning beschikbaar bleef. Dit geschiedde tevens als de nieuwe bemanning slechts korte tijd als gast verbleef: als ijzeren regel gold dat de oudste Sojoez als eerste terugkeerde naar de Aarde.
De stationsbemanning, bestaande uit Valeri Rjoemin en Vladimir Ljachov, kon dus niet meer weg. De Russische vluchtleiding durfde het niet aan hun levens te riskeren in een mogelijk onbetrouwbaar vaartuig en dus schoten ze een onbemande Sojoez omhoog als reddingsboot.

### Lancering en koppeling
De Sojoez 34 werd gelanceerd op 6 juni 1979 met een Sojoez-draagraket vanaf Bajkonoer. Deze capsule woog 6800 kg. Het toestel voerde een geslaagde koppeling uit met de Saljoet. Het meerde aan bij de achterste luchtsluis, de gebruikelijke positie voor inkomende schepen. Bovendien was de voorste luchtsluis nog steeds bezet door Sojoez 32. Op 14 juni vloog Sojoez 34 naar het voorste koppelingsluik, nadat Sojoez 32 was vertrokken.

### Terugkeer naar de Aarde
De Sojoez 34 keerde op 19 augustus 1979 met Rjoemin en Ljachov naar de Aarde terug. De landingsplaats was 170 km ten zuidoosten van Jezqazğan.
1 ·
2 ·
3 ·
4 ·
5 ·
6 ·
7 ·
8 ·
9 ·
10 ·
11 ·
12 ·
13 ·
14 ·
15 ·
16 ·
17 ·
18A ·
18 ·
19 ·
20 ·
21 ·
22 ·
23 ·
24 ·
25 ·
26 ·
27 ·
28 ·
29 ·
30 ·
31 ·
32 ·
33 ·
34 · 
35 ·
36 ·
37 ·
38 ·
39 ·
40

T-1 ·  
T-2 ·
T-3 ·
T-4 ·
T-5 · 
T-6 ·
T-7 · 
T-8 ·
T-9 · 
T-10-1 ·
T-10 · 
T-11 ·
T-12 · 
T-13 ·
T-14 · 
T-15